# Barbu Cioculescu
Barbu Cioculescu (n. 10 august 1927, Paris, Franța – d. 19 martie 2022, București, România) a fost un poet, scriitor, eseist, critic literar și traducător român.
Era fiul criticului literar Șerban Cioculescu și nepotul (de unchi) al muzicologului Radu Cioculescu.

## Opere literare
- 1968, Cerc deschis, București;
- 1970, Media luna, București;
- 1974, Poemii, București;
- 1976, Palatul de toamnă, București;
- 1998, Navigând, navigând, București;
- 2000, Grădini în podul palmei, București;
- 2003, Lecturi de vară, lecturi de iarnă, București.
- 2004, Mateiu I. Caragiale. Receptarea operei, Târgoviște;
- 2005, De la Mateiu, citire..., Târgoviște.

## Traduceri
- Bram Stoker, Dracula, București, 1990[4][5]
- Anatole France, Cele șapte neveste ale lui Barbă Albastră, București, 1992
- A. E. van Vogt, Silkie, București, 1993
- Eugen Ionescu, Căutarea intermitentă, București, 1994
- Jean Tardieu, La persoana întâi (Partea umbrei), București, 1994
- Alain Finkielkraut, Umanitatea pierdută, pref. Cristian Preda, București, 1997
- Charles Ferdinand Ramuz, Dacă soarele nu s-ar mai întoarce, București, 1998
- Gottfried August Bürger, Aventurile baronului Münchhausen, pref. trad., București, 2003

## Premii literare
- 1947 - Premiul „Ion Minulescu”[6] pentru volumul Steaua Păstorului (rămas manuscris din cauza cenzurii din epocă)
- 1995 - Premiul Uniunii Scriitorilor pentru ediția Opere de Mateiu I. Caragiale